# Corey Stoll
Corey Daniel Stoll (New York, 14 marzo 1976) è un attore statunitense.
Ha ricevuto una candidatura ai Drama Desk Award come miglior attore protagonista in una commedia per la produzione teatrale Intimate Apparel, insieme a Viola Davis.

## Biografia
Stoll è nato e cresciuto come ebreo nell'Upper West Side di New York. Nel 1998 si è diplomato all'Oberlin College, mentre nel 2003 ha ricevuto la laurea per il Programma di Recitazione della Tisch School of the Arts, una delle 15 scuole che compongono la New York University. Dal 1988 al 1992, aveva studiato recitazione al Long Lake Camp For The Arts.
Ha debuttato al cinema nel 2005 con il film North Country - Storia di Josey; ha recitato poi in diversi film come Slevin - Patto criminale, Brief Interviews with Hideous Men e Push. Nel 2010 è apparso in Helena from the Wedding e Salt. In televisione nel 2005 ha fatto un'apparizione come guest star nell'episodio La strada di casa di Alias, e nell'episodio Sacrifice della serie Numb3rs.
Stoll ha avuto anche un ruolo fisso nella serie poliziesca della NBC Law & Order: LA, quello del detective del LAPD Thomas "TJ" Jaruszalski. Stoll ha poi interpretato Ernest Hemingway nel film del 2011 di Woody Allen Midnight in Paris, che ha debuttato al Festival di Cannes; essendo quasi totalmente calvo, l'attore ha dovuto indossare una parrucca. Dal 2013 al 2016 ha interpretato Peter Russo nella serie televisiva fantapolitica House of Cards, pubblicata dal servizio di streaming Netflix. Sempre nel 2013 partecipa al film Annie Parker. Dal 2014 al 2017 è il protagonista della serie televisiva horror The Strain, ideata da Guillermo del Toro e Chuck Hogan. Nel 2015 interpreta il villain Darren Cross, alias Calabrone nel film Ant-Man dei Marvel Studios e del Marvel Cinematic Universe. Nel 2016 recita nel film di Woody Allen Café Society, mentre nel 2018 in quello di Damien Chazelle First Man - Il primo uomo. Nel 2020 entra tra le file della serie drammatica Billions, dove veste i panni di Michael Prince. Nel 2023 ha ottenuto il ruolo del supercriminale MODOK (una nuova identità dello stesso Darren Cross) nel film Ant-Man and the Wasp: Quantumania.

### Vita privata
Stoll il 21 giugno 2015 si sposa con l'attrice Nadia Bowers, con cui si frequentava dal 2014. Quattro mesi dopo hanno avuto un figlio.

## Filmografia

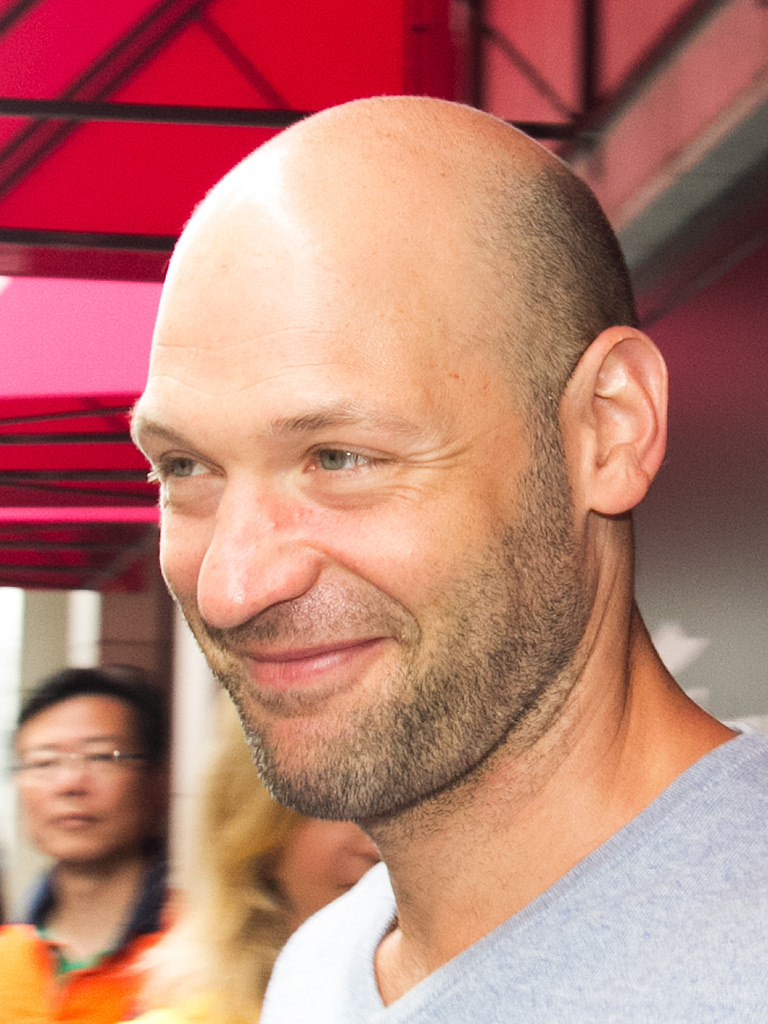
Corey Stoll al Toronto International Film Festival 2014

### Cinema
- North Country - Storia di Josey (North Country), regia di Niki Caro (2005)
- Slevin - Patto criminale (Lucky Number Slevin), regia di Paul McGuigan (2006)
- Number 23, regia di Joel Schumacher (2007)
- Brief Interviews with Hideous Men, regia di John Krasinski (2009)
- Push, regia di Paul McGuigan (2009)
- Helena from the Wedding, regia di Joseph Infantolino (2010)
- Salt, regia di Phillip Noyce (2010)
- Midnight in Paris, regia di Woody Allen (2011)
- The Bourne Legacy, regia di Tony Gilroy (2012)
- The Time Being, regia di Nenad Cicin-Sain (2012)
- C.O.G., regia di Kyle Patrick Alvarez (2013)
- Annie Parker (Decoding Annie Parker), regia di Steven Bernstein (2013)
- Non-Stop, regia di Jaume Collet-Serra (2014)
- This Is Where I Leave You, regia di Shawn Levy (2014)
- The Good Lie, regia di Philippe Falardeau (2014)
- Dark Places - Nei luoghi oscuri (Dark Places), regia di Gilles Paquet-Brenner (2015)
- Anesthesia, regia di Tim Blake Nelson (2015)
- Ant-Man, regia di Peyton Reed (2015)
- Black Mass - L'ultimo gangster (Black Mass), regia di Scott Cooper (2015)
- Café Society, regia di Woody Allen (2016)
- Gold - La grande truffa (Gold), regia di Stephen Gaghan (2016)
- Il gabbiano (The Seagull), regia di Michael Mayer (2018)
- First Man - Il primo uomo (First Man), regia di Damien Chazelle (2018)
- Driven - Il caso DeLorean (Driven), regia di Nick Hamm (2018)
- The Report, regia di Scott Z. Burns (2019)
- I molti santi del New Jersey (The Many Saints of Newark), regia di Alan Taylor (2021)
- West Side Story, regia di Steven Spielberg (2021)
- Ant-Man and the Wasp: Quantumania, regia di Peyton Reed (2023)
- Rebel Moon - Parte 1: Figlia del fuoco (Rebel Moon - Part One: A Child of Fire), regia di Zack Snyder (2023)

### Televisione
- CSI - Scena del crimine (CSI: Crime Scene Investigation) – serie TV, episodio 5x06 (2004)
- NYPD - New York Police Department (NYPD Blue) – serie TV, episodio 12x10 (2004)
- Streghe (Charmed) – serie TV, episodio 7x10 (2004)
- Alias – serie TV, episodio 4x11 (2005)
- Numb3rs – serie TV, episodio 1x11 (2005)
- E.R. - Medici in prima linea (ER) – serie TV, episodio 12x01 (2005)
- CSI: Miami – serie TV, episodio 4x05 (2005)
- Law & Order - I due volti della giustizia (Law & Order) – serie TV, episodio 16x13 (2006)
- A Girl Like Me: The Gwen Araujo Story, regia di Agnieszka Holland – film TV (2006)
- The Nine – serie TV, episodi 1x03-1x07 (2006)
- Standoff – serie TV, episodio 1x05 (2006)
- The Unit – serie TV, episodio 2x06 (2006)
- Senza traccia (Without Trace) – serie TV, episodio 5x02 (2006)
- NCIS - Unità anticrimine (NCIS) – serie TV, episodi 4x10-4x11-4x14 (2006-2007)
- The Good Wife – serie TV, episodio 1x02 (2009)
- The Unusuals - I soliti sospetti (The Unusuals) – serie TV, episodio 1x06 (2009)
- Life on Mars – serie TV, episodio 1x11 (2009)
- Law & Order: LA – serie TV, 22 episodi (2010-2011)
- House of Cards - Gli intrighi del potere (House of Cards) – serie TV, 12 episodi (2013-2016)
- The Normal Heart, regia di Ryan Murphy – film TV (2014)
- The Strain – serie TV, 45 episodi (2014-2017)
- Homeland - Caccia alla spia (Homeland) – serie TV, episodio 4x01 (2014)
- Girls – serie TV, 5 episodi (2016-2017)
- The Romanoffs – serie TV, episodio 1x02 (2018)
- The Deuce - La via del porno (The Deuce) – serie TV, 7 episodi (2019)
- Billions – serie TV, 34 episodi (2020-2023)
- Ratched – serie TV, episodi 1x01-1x03-1x04 (2020)
- Baghdad Central – miniserie TV, 6 puntate (2020)
- Scene da un matrimonio (Scenes from a Marriage) – miniserie TV, puntate 1-2 (2021)
- Transatlantic – miniserie TV, 7 puntate (2023)
- Sorelle sbagliate (The Better Sister), regia di Craig Gillespie – miniserie TV (2025)

### Doppiatore
- Twilight of the Gods - serie animata (2024)

## Doppiatori italiani
Nelle versioni in italiano delle opere in cui ha recitato, Corey Stoll è stato doppiato da:
- Carlo Scipioni in Ant-Man, The Report, Ratched, I molti santi del New Jersey, West Side Story, Ant-Man and the Wasp: Quantumania, Transatlantic
- Roberto Certomà in E.R. - Medici in prima linea, Slevin - Patto criminale,  Law & Order: LA, The Strain, First Man - Il primo uomo
- Andrea Lavagnino in The Normal Heart, Homeland - Caccia alla spia, Dark Places - Nei luoghi oscuri, The Romanoffs
- Vittorio De Angelis in Salt, House of Cards - Gli intrighi del potere, This Is Where I Leave You
- Simone D'Andrea in Non-Stop, Café Society, Sorelle sbagliate
- Antonio Sanna in Alias, Law & Order - I due volti della giustizia
- Fabrizio Pucci in The Bourne Legacy, Gold - La grande truffa
- Vladimiro Conti in CSI - Scena del crimine, North Country - Storia di Josey
- Massimo De Ambrosis in House of Cards - Gli intrighi del potere (ep. 4x06), Girls
- Oreste Baldini in NYPD - New York Police Department
- Tony Sansone in Numb3rs
- Massimo Rinaldi in CSI: Miami
- Sergio Lucchetti in Push
- Gaetano Lizzio in NCIS - Unità anticrimine
- Massimiliano Plinio in The Good Wife
- Adriano Giannini in Midnight in Paris
- Gianluca Iacono in Annie Parker
- Luca Ghignone in Anesthesia
- Giorgio Borghetti in Black Mass - L'ultimo gangster
- Alberto Bognanni ne Il gabbiano
- Maurizio Tesei in Driven - Il caso DeLorean
- Alberto Angrisano in The Deuce - La via del porno
- Simone Mori in Billions
- Lorenzo Scattorin in Baghdad Central
- Guido Di Naccio in Scene da un matrimonio